# 王運元
王運元，字貞起，贵州銅仁人，清政治人物、進士出身。

## 生平
康熙五十二年（1713年）清聖祖六旬癸巳恩科進士，三甲一百三十二名，后官檢討。